# Чика, Лейди
Лейди Чика Чика (исп. Leidy Chica Chica; род. 8 июня 1990 года, Кали, Колумбия) — колумбийская спортсменка-паралимпийка, игрок в бочча, соревнующаяся в классе BC4. Чемпионка летних Паралимпийских игр 2024 в Париже.

## Биография
На чемпионате мира 2022 года в Рио-де-Жанейро заняла второе место в индивидуальном турнире и первое место в смешанных парах вместе со старшим братом Эдильсоном Чикой. В 2023 году на ПараПан Американских играх в Сантьяго (Чили) заняла второе место и в индивидуальном турнире, и в смешанных парах.
В 2024 году приняла участие на летних Паралимпийских играх 2024 в Париже в индивидуальном и смешанном парном турнирах в классе BC4. В индивидуальном турнире в отборочном раунде заняла первое место в группе, победив испанку Сары Альер Майо (счёт 4:2), хорватку Анамарию Арамбашич (9:1) и гречанку Хриси Морфи Метцу (10:3). В четвертьфинале победила канадку Элисон Левайн (3:2), в полуфинале проиграла китаянке Линь Симэй (3:4). В матче за третье место победила малайскую спортсменку Нур Аскузаймей Мат Салим (7:1) и завоевала «бронзу» Паралимпиады-2024 в индивидуальном турнире. В смешанном парном турнире выступала в паре со старшим братом Эдильсоном Чикой. В отборочном раунде заняли второе место в группе, победив Малайзию (Абдул Раззак Абдул Рахман и Нур Аскузаймей Мат Салим) со счётом 5:2 и уступив Украине (Артём Колинько и Наталья Коненко) на тай-брейке после счёта 3:3. В четвертьфинале победили Китай (Чжэн Юаньсэнь и Линь Симэй) со счётом 7:3, в полуфинале — Таиланд (Порнчок Ларпьен и Нуанчан Пхонсила) со счётом 4:1, в финале — Гонконг (Лян Южун и Чжан Юань) со счётом 6:1 и стали чемпионами Паралимпиады в смешанном парном турнире.